# Tetragnatha hamata
Tetragnatha hamata är en spindelart som beskrevs av Tamerlan Thorell 1898. Tetragnatha hamata ingår i släktet sträckkäkspindlar, och familjen käkspindlar.
Artens utbredningsområde är Myanmar. Inga underarter finns listade i Catalogue of Life.